# Gymnogyps howardae
A Gymnogyps howardae a madarak (Aves) osztályának újvilági keselyűalakúak (Cathartiformes) rendjébe, ezen belül az újvilági keselyűfélék (Cathartidae) családjába tartozó fosszilis faj.

## Tudnivalók
A Gymnogyps howardae azon a területen élt, ahol ma a dél-amerikai Peru fekszik. Ez a dögevő, talán ragadozó is a késő pleisztocén korszakban élt, körülbelül 126-12 ezer évvel ezelőtt.
A ROM 12956 raktárszámú típuspéldányt Peru egyik kátránygödrében, a Talara Tar Seeps nevű lelőhelyen találták meg. Ez a maradvány, amint a Gymnogyps kofordi esetében is, egy töredékes jobb felőli tarsometatarsusból áll.